# NBA Summer League
La NBA Summer League (lliga d'estiu de l'NBA), també anomenada Las Vegas Summer League, és una competició organitzada per l'NBA durant el mes de juliol, posterior a la celebració del draft. Hi participen la majoria dels equips de la lliga amb plantilles formades amb jugadors amb menys de tres anys d'experiència professional, les eleccions del draft d'aquest any de cada franquícia i altres jugadors convidats. La competició està concebuda per donar oportunitats als jugadors novells de guanyar-se un contracte professional i entrar a les definitives llistes de 15 jugadors de cada equip de cara a la següent temporada.
Des de l'any 2007 la competició se celebra al Thomas & Mack Center i al Cox Pavilion de Las Vegas, Nevada, i es juga amb les mateixes normes que a l'NBA, a excepció de les faltes personals, ja que es permeten 10 en lloc de les 6 habituals per partit.